# Werner Weingärtner
Werner Weingärtner (* 17. August 1944) ist ein ehemaliger deutscher Fußballspieler.

## Karriere
Werner Weingärtner wechselte 1968 innerhalb der zweitklassigen Fußball-Regionalliga Süd vom Absteiger TSG Backnang zu den Stuttgarter Kickers. Für die Kickers absolvierte er 12 Spiele und erzielte dabei ein Tor. Die Nachwirkungen einer schweren Verletzung aus der Saison 1967/68 verhinderte bei Weingärtner, sein überdurchschnittliches Offensivkönnen auszuspielen. In der folgenden Spielzeit wechselte der Stürmer zu Union Böckingen.